# Хокер Нимрод
Хокер Нимрод (енгл. Hawker Nimrod) је британски морнарички ловац који је производила фирма Хокер (енгл. Hawker). Први лет авиона је извршен 1931. године. 

Највећа брзина авиона при хоризонталном лету је износила 311 km/h.
Распон крила авиона је био 10,23 метара, а дужина трупа 8,09 метара. Празан авион је имао масу од 1413 kg. Нормална полетна маса износила је око 1841 kg. Био је наоружан са два синхронизована митраљеза калибра 7,7 милиметара.

## Наоружање
| Наоружање авиона: Хокер нимрод |                |
| Ватрено (стрељачко) наоружање  |                |
| Топ                            |                |
| Митраљез                       |                |
| Број и ознака митраљеза        | 2              |
| Калибар                        | 7,7            |
| Бомбардерско наоружање (бомбе) |                |
| Класичне авио бомбе            | четири од по 9 |
| Укупна маса                    | до 36          |
| Ракетно наоружање (ракете)     |                |